# Juraj Sagan
Juraj Sagan (Žilina, 23 de diciembre de 1988) es un ciclista eslovaco que fue profesional entre 2007 y 2022.
Es el hermano mayor del también ciclista profesional Peter Sagan, con el que además compartió equipo.

## Trayectoria
Con 19 años, en 2007, pasó a profesionales en el equipo de su país Dukla Trencin Merida. Tras tres años en la formación, se recalificó amateur durante medio año y compitió para el Team Albert Bigot 79, un modesto equipo francés. Tras ese período, su hermano intercedió por él para su fichaje por el equipo Liquigas-Cannondale, donde pasó al profesionalismo de primer nivel, a mediados de 2010. Para el año 2015 debido a la fusión del Cannondale con el Garmin-Sharp se unió al equipo ruso Tinkoff-Saxo junto a su hermano Peter Sagan. Siguió el mismo camino cuando este se marchó al Bora-Hansgrohe en 2017 y al Team TotalEnergies en 2022, la que acabó siendo la última temporada de su carrera.

## Palmarés
2009
- Gran Premio Boka

2015
- 2.º en el Campeonato de Eslovaquia en Ruta

2016
- Campeonato de Eslovaquia en Ruta

2017
- Campeonato de Eslovaquia en Ruta

2018
- 2.º en el Campeonato de Eslovaquia en Ruta

2019
- Campeonato de Eslovaquia en Ruta  [2]

2020
- Campeonato de Eslovaquia en Ruta

## Resultados en Grandes Vueltas y Campeonatos del Mundo
Durante su carrera deportiva consiguió los siguientes puestos en las Grandes Vueltas y en los Campeonatos del Mundo:
| Carrera         | Carrera         | 2007 | 2008 | 2009 | 2010 | 2011 | 2012 | 2013 | 2014 | 2015 | 2016 | 2017  | 2018 | 2019 | 2020 | 2021 | 2022 |
| --------------- | --------------- | ---- | ---- | ---- | ---- | ---- | ---- | ---- | ---- | ---- | ---- | ----- | ---- | ---- | ---- | ---- | ---- |
|                 | Giro de Italia  | —    | —    | —    | —    | —    | —    | —    | —    | —    | —    | —     | —    | —    | —    | —    | —    |
|                 | Tour de Francia | —    | —    | —    | —    | —    | —    | —    | —    | —    | —    | F. c. | —    | —    | —    | —    | —    |
|                 | Vuelta a España | —    | —    | —    | —    | —    | —    | —    | —    | —    | —    | —     | —    | —    | —    | —    | —    |
| Mundial en Ruta | Mundial en Ruta | —    | —    | —    | —    | —    | Ab.  | Ab.  | —    | Ab.  | 39.º | 45.º  | Ab.  | Ab.  | —    | Ab.  | Ab.  |

—: no participa

F. c.: descalificado por "fuera de control"

Ab.: abandono

## Equipos
- Dukla Trencin Merida (2007-2009)
- Liquigas/Cannondale (2010[3] -2014)
  - Liquigas-Doimo (2010)
  - Liquigas-Cannondale (2011-2012)
  - Cannondale Pro Cycling (2013)
  - Cannondale (2014)
- Tinkoff (2015-2016)
  - Tinkoff-Saxo (2015)
  - Tinkoff (2016)
- Bora-Hansgrohe (2017-2021)
- Team TotalEnergies (2022)